# Cooper Raiff
Pour l’article ayant un titre homophone, voir Reiff.
Cooper Michael Raiff, né à Dallas le 11 février 1997, est un cinéaste et acteur américain.
Il a été acclamé par la critique pour ses films Shithouse (2020) et Cha Cha Real Smooth (2022). Il est repris sur la liste Variety 2022 des réalisateurs à surveiller. En août 2022, Raiff lance sa société de production Small Ideas.

## Biographie
Originaire de Dallas, Raiff fréquente la Greenhill School (en) à Addison, au Texas. Il participe à des productions théâtrales scolaires et étudie au Dallas Young Actors Studio pendant quatre ans. Au cours de sa dernière année, il écrit et joue dans sa première pièce. Raiff s'inscrit à l'Occidental College de Los Angeles qu'il quitte en 2019 pour se concentrer sur le cinéma.

## Carrière
Pendant les vacances de printemps 2018, Raiff reste sur le campus pour réaliser Madeline & Cooper, un court métrage de 50 minutes qu'il met en ligne sur YouTube. Il tweete un lien de la vidéo au cinéaste Jay Duplass, qu'il avait rencontré et qui l'encourage à adapter ce projet en long métrage ; Raiff Shithouse devient ainsi son premier long métrage, qu'il écrit, produit, réalise, co-monte et dans lequel il joue aussi. Le film est présenté en première au South by Southwest (SXSW) 2020 où il est nommé meilleur long métrage narratif. Distribué par IFC Films, il sort en octobre 2020 et reçoit des critiques positives,.
Le deuxième film de Raiff, Cha Cha Real Smooth, est présenté en première au Festival du film de Sundance 2022, où il remporte le prix du public dans la compétition dramatique, et devrait être distribué par Apple TV+. Le film aurait été acheté par la société pour 15 millions de dollars.

## Filmographie partielle

### Au cinéma
| Année | Titre               | Réalisateur | Scénariste | Producteur | Acteur | Rôle           | Notes               |
| ----- | ------------------- | ----------- | ---------- | ---------- | ------ | -------------- | ------------------- |
| 2018  | Madeline & Cooper   | Oui         | Oui        | Oui        | Oui    | Cooper         | film de fin d'étude |
| 2019  | Gold                | Non         | Non        | Non        | Oui    | Shmash         | court métrage       |
| 2020  | Shithouse           | Oui         | Oui        | Oui        | Oui    | Alex Malmquist | aussi monteur       |
| 2022  | Cha Cha Real Smooth | Oui         | Oui        | Oui        | Oui    | Andrew         |                     |
| 2023  | The Trashers        | Oui         | Oui        | Oui        | TBD    | TBD            |                     |

## Récompenses et distinctions
- (en) Cooper Raiff: Awards, sur l'Internet Movie Database